# Археолошки музеј на отвореном Грос Раден
Археолошки музеј на отвореном Грос Раден лежи неколико километара северно од малог града Штернберга и око километар североисточно од села Грос Раден у немачкој покрајини Мекленбург-Западна Померанија. Локалитет се налази у депресији која се граничи директно са језером Раденер Си. На полуострву испред тога лежи његов кружни бедем замка, видљив издалека, пречника 50 метара. Од 1973. до 1980. овде су вршена опсежна ископавања, које је водио Евалд Шулд, током којих су откривени остаци словенског насеља из 9. и 10. века. Тврђава је реконструисана на основу ископавања и успостављена као археолошки музеј на отвореном. Обогаћен је налазима из словенског замка Бехрен-Лубцхин.